# Online poker

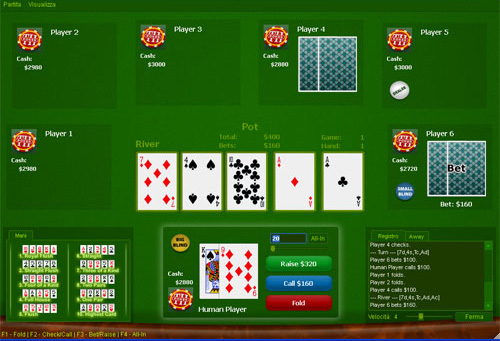

Online poker (ook wel: internetpoker) is de term die wordt gebruikt wanneer poker via het internet wordt gespeeld. Hiermee onderscheidt het zich van het traditionele pokerspel, dat wordt gespeeld aan fysieke pokertafels in bijvoorbeeld casino's, pokerrooms of bij iemand thuis. Online poker heeft sterk bijgedragen aan de populariteit van het pokerspel.

## Algemeen
Online poker kan gespeeld worden door het downloaden van software voor de PC of een applicatie via smartphone of tablet. De software voor het spelen van poker wordt ook wel de client genoemd. Soms kan ook in een internetbrowser gespeeld worden.
Gebruikers dienen zich eerst te registreren (een account aan te maken) alvorens zij kunnen deelnemen aan het pokerspel. In Nederland moeten spelers zich sinds 1 oktober 2021 laten verifiëren middels een identiteitsbewijs. Gecontroleerd wordt onder meer of een speler niet staat ingeschreven in het Centraal Register Uitsluiting Kansspelen.

## Geschiedenis

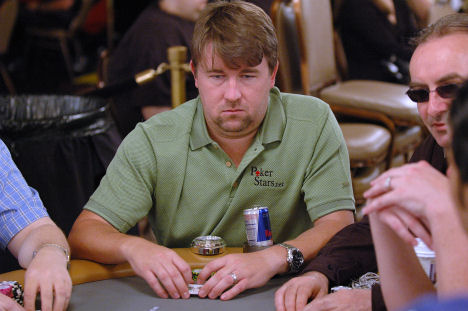
Chris Moneymaker won als qualifier de World Series of Poker 2003

Online poker kon al gespeeld worden in de jaren 90 op de site IRC Poker. Planet Poker was de eerste online pokerroom waar ook voor geld gespeeld kon worden. Pokerauteur Mike Caro werd het gezicht van Planet Poker.
In 2003 kwalificeerde Chris Moneymaker, zich als online pokerspeler via een satelliettoernooi met een buy-in van $39 voor de World Series of Poker 2003 en won uiteindelijk de hoofdprijs van $2.500.000. Dit zorgde voor een enorme stimulans van het online poker. Veel pokerspelers werden door Moneymaker geïnspireerd om ook online te gaan spelen. De grote toestroom aan spelers die sindsdien ontstond werd ook wel het Moneymaker Effect genoemd.
In de jaren daarna werden verschillende pokersites opgericht zoals Paradise Poker, PartyPoker en Pokerstars. In het eerste decennium van de 21e eeuw groeide het online poker stabiel. De groei van het online poker zorgde er mede voor dat fysieke casino’s geleidelijk het pokeraanbod terugbrachten omdat de inkomsten onder druk kwamen te staan. Het is voor fysieke casino’s interessanter de ruimte die nodig is om te pokeren te gebruiken voor andere spellen.
De online poker markt veranderde drastisch op 15 april 2011, in de pokerwereld beter bekend als ’Black Friday’, toen de autoriteiten in de Verenigde Staten invallen deden en de drie grootste online poker aanbieders (Pokerstars, PartyPoker en Absolute Poker) zich moesten terugtrekken van de Amerikaanse markt. Bestuurders van de pokerbedrijven werden aangeklaagd en tegoeden van Amerikaanse spelers werden bevroren.
Vanaf het tweede decennium van de 21e eeuw daalde het aantal deelnemers aan online poker. De coronapandemie zorgde in 2020 nog even voor een opleving omdat fysieke casino's en pokerrooms hun deuren moesten sluiten, maar dat effect hield slechts enkele maanden aan.
In Nederland zorgde de invoering van de Wet kansspelen op afstand (Wet Koa) voor een verandering in het aanbod. Veel gevestigde pokersites zoals Pokerstars en 888Poker moesten zich bij terugtrekken van de Nederlandse markt omdat zij geen vergunning hadden gekregen van de Kansspelautoriteit. 
Sinds 1 oktober 2021 is het voor Nederlanders uitsluitend mogelijk om te spelen op de volgende sites: Holland Casino Online, GGPoker, en Bet365. Op 22 juni 2022 werd ook een vergunning verleend aan Unibet.

## Inkomsten
Aanbieders van online poker realiseren inkomsten op verschillende manieren:
- Fees voor deelname aan pokertoernooien;
- Rake bij cashgames;
- Het aanbieden van zogeheten side games, die spelers naast een pokertafel kunnen spelen, zoals blackjack, roulette of slotmachines;
- Het investeren van de spelerstegoeden. In de meeste jurisdicties bestaat regelgeving om de risico's hiervan te mitigeren.

## Verschil tussen fysiek en online poker
De spelregels van online poker verschillen niet van het fysieke spel, maar het spel wordt wel anders beleefd. Daarvoor zijn meerdere redenen:
- Online poker spelen is laagdrempelig. Het kan overal worden gespeeld met verschillende apparaten (PC, smartphone, tablet etc.). Dat kan in beginsel vanaf iedere locatie.
- Online poker is mogelijk tegen veel lagere inzetten dan live poker. In het Holland Casino is de minimum inkoop voor een cashgame bijvoorbeeld 50 euro, terwijl online al voor enkele centen gespeeld kan worden.
- Bij online poker kan men tegenstanders niet fysiek zien. Het is daarom niet mogelijk om fysieke tells (lichaamstaal) waar te nemen. Tells kunnen wel op andere manieren worden afgegeven, door bijv. timing, het inzetpatroon (betting pattern) en de grootte van de inzetten (bet sizing).[8]
- Bij online poker is het mogelijk om met pokersoftware het spelgedrag van tegenstanders te registreren en te analyseren. Veelgebruikt is bijvoorbeeld de zogeheten HUD (heads-up display). Sommige pokersites verbieden het gebruik van hulpmiddelen zoals HUD's.
- Bij online poker blijft de identiteit van de spelers meestal verborgen. Van sommige spelers zijn de echte namen bekend geworden, maar de meesten spelen anoniem.
- Spelers kunnen bij online poker op meerdere tafels tegelijk spelen. Dit wordt ook wel multi-tablen genoemd.
- Online wordt sneller gespeeld: Gemiddeld 75-90 handen per uur tegenover 25-30 bij fysiek poker.[9]

## Juridische situatie in Nederland
Op grond van de Wet op de kansspelen is het in Nederland verboden om kansspelen aan te bieden tenzij een aanbieder over een vergunning beschikt. Het Holland Casino was lange tijd de enige aanbieder in Nederland die een vergunning had om poker te mogen aanbieden.
Online kansspelen zaten echter in een regulatoir vacuum. Lange tijd konden pokersites daarom hun diensten ongestoord in Nederland aanbieden. Dat was voor de Nederlandse overheid een doorn in het oog, omdat er geen controle was op verslavingspreventie en ook geen belasting geheven kon worden.
Per 1 oktober 2021 is de Wet kansspelen op afstand (de Wet KoA) ingevoerd, waarmee ook online kansspelen onder een wettelijk regime zijn komen te vallen. Uitsluitend vergunninghouders mogen online poker aanbieden onder strenge voorwaarden. De invoering van de Wet Koa leidde tot een massale terugtrekking van pokersites van de Nederlandse markt. Anno 2024 zijn er slechts vier aanbieders van online poker.

## Kansspelbelasting
Een online pokerspeler hoeft in Nederland over de inkomsten uit pokerwinst geen kansspelbelasting te betalen, wanneer de inkomsten zijn verkregen bij een in Europa gevestigd online casino. Over de vestigingsplaats van het vanuit Malta opererende PokerStars was onenigheid tussen de pokerspelers en de belastingdienst. In 2018 achtte het Gerechtshof 's-Hertogenbosch, na verwijzing door de Hoge Raad, de heffing van kansspelbelasting over bij PokerStars genoten winsten in strijd met artikel 56 van het Verdrag betreffende de werking van de Europese Unie. Ook het cassatiebeeroep tegen die uitspraak is op 11 september 2020 ongegrond verklaard. In andere arresten oordeelde de Hoge Raad evenzo. Uiteindelijk besloot de Belastingdienst in februari 2021 pokerspelers een vaststellingsovereenkomst aan te bieden waardoor ook winsten op PokerStars sinds mei 2012 vrij zijn van kansspelbelasting.
Op het moment dat een online pokersite een vergunning krijgt van de Kansspelautoriteit, verschuift de belastingplicht van de speler naar de aanbieder. Pokerspelers hoeven dan geen kansspelbelasting meer te betalen over hun winsten maar deze wordt dan afgedragen door de pokerroom. De eerste pokerrooms krijgen op 1 oktober 2021 een vergunning in Nederland.